# Ghost Dog - Il codice del samurai
Ghost Dog - Il codice del samurai (Ghost Dog: The Way of the Samurai) è un film del 1999 scritto e diretto da Jim Jarmusch, interpretato da Forest Whitaker.
È stato presentato in concorso al 52º Festival di Cannes.

## Trama
Ghost Dog è il soprannome di un sicario, che vive solitario in una sporca terrazza del New Jersey, seguendo i precetti del Bushido, il codice di comportamento del samurai. Vive semplicemente; l'unico piacere che si concede è l'allevamento dei suoi piccioni, servendo il suo signore Louie, un mafioso italoamericano che gli aveva salvato la vita otto anni prima. Quando però, nell'adempimento di uno dei suoi «contratti», si ritrova faccia a faccia con la figlia del padrino, il capo di Louie, le cose si complicano.

## Produzione
Il regista prese spunto da molte tipologie di film (western, thriller, commedia), ma la sua fonte d'ispirazione primaria fu Frank Costello faccia d'angelo di Jean-Pierre Melville del 1967, titolo originale Le samouraï.
Nel film si fa un notevole utilizzo dei cartoni animati, perlopiù come metafore. Tra i personaggi dei cartoni visibili nel film ci sono Betty Boop, Felix il gatto, Woody Woodpecker e Grattachecca & Fichetto.

## Accoglienza

### Incassi
Costato 2 000 000 di dollari, il film ha incassato 9 380 473 dollari nel mondo, di cui 3 308 029 dollari negli Stati Uniti.

### Critica
Il film è uno dei più apprezzati dal pubblico nella filmografia di Jarmusch. Il Morandini gli attribuisce quattro stelle su cinque e scrive: "L'anomalia di questo film gangster che inclina al noir, più vicino al cinema europeo che a quello americano (a Melville più che a Scorsese), è nel protagonista. Come con il western in Dead Man, Jarmusch visita il genere gangster in modi critici e originali, tracciando la traiettoria di un uomo verso la morte e proponendo la sua personale visione della storia degli USA, paese di minoranze emarginate e di tribù che scompaiono. Più che la vicenda contano i personaggi, l'atmosfera di struggente malinconia e il linguaggio ieratico e nobile di cui è impregnata. Sorvegliato dall'angelo custode dell'ironia, attraversato da soprassalti grotteschi, lampi di tragicommedia, pause di tenerezza. La fotografia di Robby Müller e la musica di RZA, leader del Wu Tang Clan, contribuiscono al risultato, ammirevole per varietà di toni e ricchezza di particolari. Manieristico? Forse, ma di un manierismo di alta classe". Al contrario Il Farinotti attribuisce al film solo due stelle su cinque, commentando: "Regia importante per la storia di uno strano killer che si ispira all'etica degli antichi samurai, ma è costretto ad uccidere chi prima serviva. Prodotto curioso, anche se non del tutto convincente. Violenza citata come fattore estetico".